# Segunda transición presidencial de Donald Trump
La segunda transición presidencial de Donald Trump fue el proceso para preparar la transición presidencial de Joe Biden a Donald Trump, el ganador de la elecciones presidenciales de 2024. Ambos presidentes se reunieron el miércoles 13 de noviembre del 2024.
Esta es la segunda vez que un presidente ha servido dos mandatos no consecutivos, siendo la primera con Grover Cleveland en las elecciones de 1884 y 1892, y la primera vez que lo hace un presidente condenado por la justicia.

## Desarrollos
Trump se convirtió en el candidato presunto del partido el 12 de marzo de 2024 y aceptó formalmente la nominación en la Convención Nacional Republicana en julio de ese año. La campaña de Trump anunció la formación del equipo de transición el 16 de agosto, designando a Linda McMahon, exjefa de la Administración de Pequeñas Empresas de Trump, y a Howard Lutnick, CEO de Cantor Fitzgerald y BGC Group, como copresidentes oficiales. El candidato a la vicepresidencia JD Vance, junto con sus hijos Donald Trump Jr. y Eric Trump, fueron nombrados copresidentes honorarios. Este esfuerzo se consideró inusualmente tardío, ya que históricamente la mayoría de los esfuerzos de transición comienzan a fines de la primavera.
Trump negó cualquier conexión con el Proyecto 2025, también conocido como el Proyecto de Transición Presidencial de 2025, una propuesta de gobernanza de 900 páginas publicada en abril de 2023 por la Fundación Heritage. El documento fue elaborado por unos 140 asociados de Trump. El presidente de Heritage, Kevin Roberts, dijo que Trump estaba "tomando una decisión táctica política" al distanciarse del Proyecto 2025.
El 27 de agosto, el abogado Robert F. Kennedy Jr. y la excongresista Tulsi Gabbard también fueron seleccionados como copresidentes honorarios, ambos exmiembros del Partido Demócrata que recientemente habían apoyado a Trump. Kennedy había montado originalmente una candidatura presidencial independiente antes de retirarse de la contienda para apoyar a Trump.
En octubre, el New York Times observó que Trump se había negado a firmar acuerdos estándar sobre ética y divulgación para comenzar aspectos clave del proceso de transición. Los compromisos éticos internos firmados por el personal de Trump hasta ahora han sido más indulgentes que los compromisos estándar firmados por el equipo de transición de Harris, y el equipo de Trump no tiene que revelar a sus donantes hasta entonces.
En octubre, Politico informó sobre posibles conflictos de interés en torno al copresidente Howard Lutnick, que han creado tensiones dentro del equipo de transición y críticas al esfuerzo de transición.
En la madrugada del 6 de noviembre, se proyectó que Trump ganó la elecciones presidenciales de 2024. Durante su discurso de concesión, la vicepresidenta Kamala Harris se comprometió a una transición pacífica de poder, y el presidente Joe Biden invitó a Trump de regreso a la Casa Blanca.

## Funcionarios nominados
En una entrevista de agosto de 2024 con Reuters, Trump expresó interés en nombrar al empresario Elon Musk para un puesto en su administración en su gabinete, refiriéndose a Musk como "un tipo brillante". Musk, quien es CEO de SpaceX y Tesla, así como presidente de X, ha expresado puntos de vista alineados con Trump y apoyado económicamente su campaña a través de un super PAC llamado "America PAC". Musk había mostrado interés en servir en una "comisión de eficiencia gubernamental" si Trump fuera elegido para otro mandato. Cosa que cumplió creándose el Departamento de Eficiencia Gubernamental.